# لاله اسپرنگری
لاله اسپرنگری (نام علمی: Tulipa sprengeri) نام یک گونه از سرده لاله است.